# صموئيل فيليبس لي
صموئيل فيليبس لي (بالإنجليزية: Samuel Phillips Lee)‏ هو ضابط أمريكي، ولد في 13 فبراير 1812 في مقاطعة فيرفاكس في الولايات المتحدة، وتوفي في 7 يونيو 1897 في سيلفر سبرينغ في الولايات المتحدة.

## سيرة شخصية
وُلد لي في «سولي» في مقاطعة فيرفاكس، فيرجينيا، لوالديه فرانسيس لايتفوت لي الثاني وجين فيتزجيرالد. كان حفيد ريتشارد هنري لي، ابن شقيق فرانسيس لايتفوت لي الأول، صهر فرانسيس بريستون بلير جونيور، ومونتغمري بلير، وكان ابن عم روبرت إي لي الثالث. تم تعيينه ضابطًا بحريًا في البحرية الأمريكية في نوفمبر 1825، وشهد بعد ذلك خدمة مكثفة في البحر، بما في ذلك القتال أثناء الحرب المكسيكية الأمريكية والاستكشاف والمسح والواجب الأوقيانوغرافي.